# Barranca (provincie)
Barranca is een provincie in de regio Lima in Peru. De provincie heeft een oppervlakte van 1.356 km² en heeft 146.241 inwoners (2015). De hoofdplaats van de provincie is het district Barranca; de vijf districten van de provincie vormen de drie steden  (ciudad) Barranca, Paramonga en Supe.
De provincie grenst in het noorden en het oosten aan de regio Ancash; in het zuiden aan de provincie Huaura, en in het westen aan de Grote Oceaan.

## Bestuurlijke indeling
De provincie Barranca is onderverdeeld in vijf districten, UBIGEO tussen haakjes:
- (150201) Barranca, hoofdplaats van de provincie en vormt de stad (ciudad) Barranca
- (150202) Paramonga, deel van de stad (ciudad) Paramonga
- (150203) Pativilca, deel van de stad (ciudad) Paramonga
- (150204) Supe, deel van de stad (ciudad) Supe
- (150205) Supe Puerto, deel van de stad (ciudad) Supe

Barranca · Cajatambo · Cañete · Canta · Huaral · Huarochirí · Huaura · Oyón · Yauyos